# Triaeris melghaticus
Triaeris melghaticus là một loài nhện trong họ Oonopidae.
Loài này thuộc chi Triaeris. Triaeris melghaticus được miêu tả năm 2005 bởi Bastawade.